# Julio Valero
Julio Valero (San Antonio de Palmito, Sucre, Colombia; 30 de enero de 1981) es un exfutbolista colombiano. Jugó como defensa.

## Clubes
| Club                  | País     | Año         |
| --------------------- | -------- | ----------- |
| Real Sincelejo        | Colombia | 2003 - 2005 |
| Expreso Rojo          | Colombia | 2006        |
| Plaza Amador          | Panamá   | 2007        |
| Córdoba F.C.          | Colombia | 2008        |
| Atlético de la Sabana | Colombia | 2009 - 2010 |
| Uniautónoma F.C.      | Colombia | 2011        |
| Sucre F. C.           | Colombia | 2012        |